# Bryum lorentzii
Bryum lorentzii là một loài rêu trong họ Bryaceae. Loài này được Schimp. mô tả khoa học đầu tiên năm 1876.